# 13557 Lievetruwant
A 13557 Lievetruwant (ideiglenes jelöléssel 1992 OB9) a Naprendszer kisbolygóövében található aszteroida. Henri Debehogne fedezte fel 1992. július 24-én.